# Slapy (ort i Tjeckien, Södra Böhmen)
Slapy är en ort i Tjeckien.   Den ligger i regionen Södra Böhmen, i den centrala delen av landet, 80 km söder om huvudstaden Prag. Slapy ligger 499 meter över havet och antalet invånare är 431.
Terrängen runt Slapy är platt. Runt Slapy är det ganska glesbefolkat, med 43 invånare per kvadratkilometer. Närmaste större samhälle är Tábor, 4,3 km nordost om Slapy. Trakten runt Slapy består till största delen av jordbruksmark.